# On a Plain
On a Plain è un singolo promozionale del gruppo musicale statunitense Nirvana. È l'undicesima traccia di Nevermind, secondo album della band uscito nel 1991.

## Descrizione
On a Plain è stata scritta da Kurt Cobain nel 1990 ed è stata registrata per la prima volta in studio il 1º gennaio 1991, a Seattle. La versione presente nell'album è stata invece registrata nel periodo di maggio-giugno del 1991 e la prima esecuzione dal vivo è del 29 maggio dello stesso anno a Los Angeles.
Sempre nel 1991 la canzone è uscita come singolo promozionale riscuotendo un discreto successo.
Altre versioni sono presenti nell'album MTV Unplugged in New York del 1994 (versione acustica con la musicista Lori Goldston al violoncello) e nell'home video Live! Tonight! Sold Out!! del 1994 (versione live registrata durante il Roskilde Festival il 26 giugno del 1992).
Come riportato nei "Journals", collezione di scritti e disegni di Cobain pubblicati dalla Riverhead Books nel 2002, le strofe «Black sheep got blackmailed again» e «I got so high, I scratched 'til I bled» sono state riprese da una canzone inedita dei Nirvana intitolata Verse Chorus Verse.
On a Plain, insieme ad altre canzoni di Nevermind, è stata suonata nell'ultimo concerto dei Nirvana il 1º marzo 1994 a Monaco di Baviera.

### Significato
Durante un'intervista del 1993 con Jon Savage, Cobain ha detto che On a Plain parla della classica alienazione sociale. Comunque ha anche ammesso che lui stesso ha fornito una diversa interpretazione del brano ogni volta che gli hanno rivolto la domanda perché non conosce nemmeno lui il significato vero e proprio. Continua, «Per la maggior parte, scrivo canzoni a partire da frammenti di poesia messi insieme l'uno con l'altro, [...] quando scrivo poesie non mi riferisco a nessuna tematica in particolare. Ho interi quaderni e quando arriva il momento di scrivere i testi delle canzoni semplicemente rubo dalle mie poesie».
On a Plain può essere un buon esempio di ciò. Secondo la biografia dei Nirvana del 1993, Come as You Are: The Story of Nirvana di Michael Azerrad, il testo della canzone è stato scritto pochi minuti prima che venisse registrata per Nevermind. Ogni strofa della canzone sembra avere un significato differente. Ad esempio, la strofa «Don't quote me on that» («Non citarmi per questo») deriva da una battuta che i tre membri della band usavano spesso per terminare le frasi ("But don't quote me on that!"). Un altro tema ricorrente è talvolta la mancanza di senso dei testi di Kurt Cobain, tipo «what the hell am I trying to say?» («che diavolo sto cercando di dire?») o «it is now time to make it unclear/to write off lines that don't make sense» («adesso è ora di renderlo poco chiaro/di cancellare versi che non hanno senso»).
La "black sheep" (pecora nera) citata nel brano sembra essere lo stesso Cobain, il che confermerebbe l'ipotesi che la canzone parla dell'essere alienati. Nella stessa intervista con Savage, Cobain parla a lungo della sua infanzia solitaria, con pochi amici nella sua città natale e parla di come passasse la maggior parte del suo tempo a leggere i libri di Susan E. Hinton. Dice «Ero così antisociale da rasentare la patologia. [...] Mi sentivo così diverso e così matto che la gente mi lasciava solo», ma in contrasto con ciò la canzone è musicalmente veloce e allegra.

## Formazione
- Kurt Cobain – voce, chitarra
- Chris Novoselic – basso, voce
- David Grohl – batteria, percussioni, voce

## Cover
Tra i vari artisti che hanno eseguito cover di On a Plain ci sono:
- La band statunitense di rock sperimentale, Animal Collective
- Il gruppo punk rock degli Agent Orange (in Smells Like Bleach: A Punk Tribute to Nirvana)
- La band Rogue Wave
- Michael Armstrong in Rockabye Baby! Lullaby Renditions of Nirvana del 2006

## Classifiche
| Classifica (1992)         | Posizione massima |
| ------------------------- | ----------------- |
| Stati Uniti (alternative) | 25                |